# Chollerfordský most
Chollerfordský most (Cholleford Bridge) je kamenný most, který nahradil dřívější středověký most přes řeku North Tyne ve vesnici Chollerford v anglickém hrabství Northumberland. Je uveden v seznamu budov zvláštního architektonického nebo historického významu ve Spojeném království (budova třídy II).

## Poloha mostu

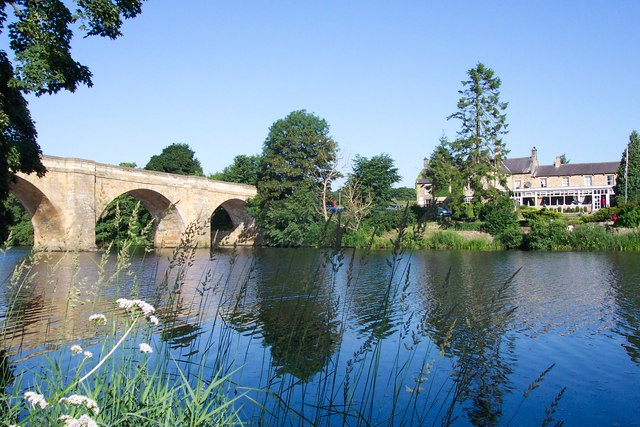
Chollerfordský most a řeka North Tyne

Leží na silnici B6318, známé jako Military Road, protože byla postavena 8 let po povstání jakobitů, aby umožnila snazší přesuny vojenských oddílů mezi městy Newcastle a Carlisle.

## Popis mostu
Obloukový most je postaven z kamenných kvádrů. Má 5 polokruhových oblouků a celkovou délku 90 metrů. Šířka oblouků je různá, pohybuje se od 12,5 metru po 17 metrů.
Pravděpodobně ho navrhl John Fryer nebo John Wooler a postavili ho William Johnson a Thomas Forster v roce 1775. Jiný zdroj uvádí rok 1785 a spojuje ho s architektem Robertem Mylnem. Most byl postaven, protože při velkých povodních v roce 1771 ten předchozí smetla voda.
V roce 2017 byl most téměř čtyři týdny opravován.

## Nedaleký římský most Chesters Bridge
Hadriánův val překračoval řeku North Tyne u pevnosti Chesters na mostě Chesters Bridge přibližně 700 metrů na jihozápad. Co ze starověkého římského mostu zbylo, lze vidět před Chollefordským mostem na východním břehu North Tyne.  